# 多線寬鮗
多線寬鮗，為輻鰭魚綱鱸形目鱸亞目擬雀鯛科的一種，分布於中西太平洋菲律賓、印尼及帛琉海域，深度2-50公尺，為熱帶海水魚，體長可達12公分，棲息在礁石區陡峭的斜坡，生活習性不明。

## 擴展閱讀
維基物種上的相關：多線寬鮗